# Ulikerschans

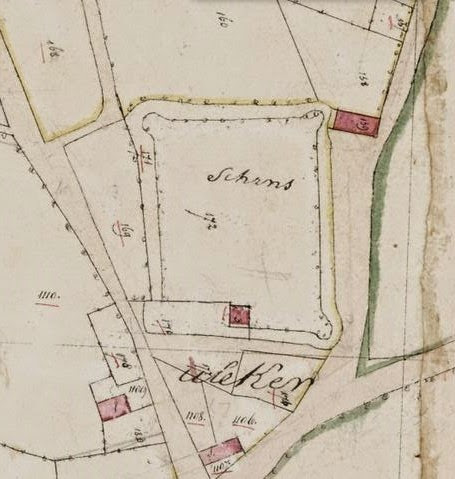
De Ulikerschans op het Kadastraal minuutplan van 1811-1832

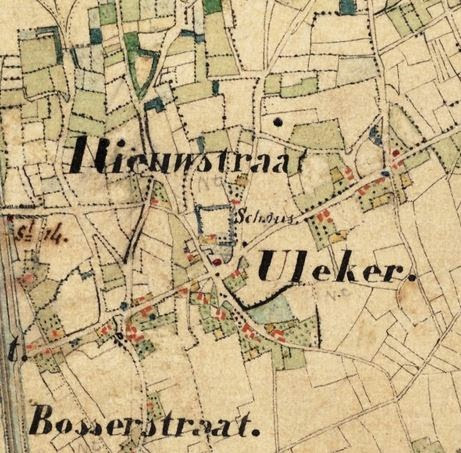
De Ulikerschans op de militaire topografische kaart van 1912

De Ulikerschans was een boerenschans in de Nederlandse gemeente Nederweert. De schans lag ten noordwesten van de stad Nederweert in buurtschap Nieuw- en Winnerstraat ten noordwesten van de Nieuwstraat en ten westen van het Ommelpad.

## Geschiedenis
De schans werd gebruikt door de mensen die woonachtig waren aan de Nieuwstraat, Horrick, Bosserstraat, Bloemstraat en Klaasstraat.
In januari 1821 werd de Uliker Schans met deszelfs gragten samen met ongeveer 82 are akkerland en een woonhuis publiekelijk verkocht.
De van rond 1840 stammende Nettekening toont een omgracht terrein met het toponiem Vervallen Schans.
Aan het eind van de 20e eeuw werd het terrein geëgaliseerd.

## Constructie
De schans heeft een oppervlakte van 1,1 hectare en was op de hoeken voorzien van bastions. Het verdedigingswerk lag hoger en was voorzien van een gracht.